# Dienstgericht des Bundes
Das Dienstgericht des Bundes ist ein Dienstgericht für Richter in Deutschland. Als Spezialsenat des Bundesgerichtshofs in Karlsruhe entscheidet es über disziplinarrechtliche und dienstrechtliche Fragen von Bundesrichtern und Mitgliedern des Bundesrechnungshofs. Gesetzliche Grundlagen für den Senat sind die §§ 61–68 des Deutschen Richtergesetzes (DRiG) und § 18 des Bundesrechnungshofgesetzes (BRHG). Das Dienstgericht des Bundes entscheidet zudem über Revisionen gegen Urteile der Dienstgerichtshöfe für Richter der Länder, sowie (wenn der Weg zu den Dienstgerichtshöfen nicht eröffnet ist) über (direkte) Revisionen gegen die Urteile der Dienstgerichte der Länder (§ 62 Abs. 2 DRiG).

## Errichtung
Der Spezialsenat wurde am 23. Februar 1954 zunächst unter der Bezeichnung Disziplinarsenat errichtet. Seit 1. Juli 1962 führt er die Bezeichnung Dienstgericht des Bundes.

## Besetzung
Das Dienstgericht des Bundes tritt in der Besetzung mit einem Vorsitzenden, zwei ständigen Beisitzern und zwei nichtständigen Beisitzern zusammen. Der Vorsitzende und die ständigen Beisitzer sind dabei Richter des Bundesgerichtshofs. Die nichtständigen Beisitzer gehören dem Gerichtszweig des betroffenen Richters an (§ 61 Abs. 2 S. 1 und 2 DRiG). Bei Mitgliedern des Bundesrechnungshof sind die nichtständigen Beisitzer auch Angehörige des Bundesrechnungshofes (§ 18 Abs. 2 S. 1 BRHG).
Das Präsidium des Bundesgerichtshofs bestimmt Richter und deren Vertreter für fünf Jahre. Für die nichtständigen Beisitzer unterbreiten die Präsidien der anderen obersten Gerichtshöfe des Bundes und der Große Senat des Bundesrechnungshofs bindende Vorschlagslisten (§ 61 Abs. 3 DRiG, § 18 Abs. 2 S 2 BRHG). Präsidenten und Vizepräsidenten von Gerichten können nicht Mitglieder des Dienstgerichts sein (§ 61 Abs. 2 S. 3 DRiG).
Dem Dienstgericht des Bundes gehören für den Zeitraum 2022–2026 an:
- Vorsitzender: Rüdiger Pamp (VII. Zivilsenat des BGH)
- Stellvertretende Vorsitzende: Thomas Koch (I. Zivilsenat des BGH); Gabriele Cirener (5. Strafsenat des BGH)
- Ständige Beisitzer: Marion Harsdorf-Gebhardt (IV. Zivilsenat des BGH); Christian Kunnes (IX. Zivilsenat des BGH)
- Vertreter der ständigen Beisitzer: Daniel Reichelt (VIII. Zivilsenat des BGH); Kai Hamdorf (V. Zivilsenat des BGH); Dagmar Sacher (VII. Zivilsenat des BGH)
- Nicht ständige Beisitzer: Siehe Liste.

## Vorsitzende
| Name                  | Beginn der Amtszeit | Ende der Amtszeit |
| --------------------- | ------------------- | ----------------- |
| Rüdiger Pamp          | 1. Jan. 2021        |                   |
| Barbara Mayen         | 1. Jan. 2017        | 31. Dez. 2020     |
| Alfred Bergmann       | 1. Jan. 2012        | 31. Dez. 2016     |
| Ruth Rissing-van Saan |                     | 31. Dez. 2011     |